# Frank Olivier (enseignant)
Pour les articles homonymes, voir Franck Olivier et Olivier (homonymie).
Frank Olivier, né à Lausanne le 3 décembre 1869 et mort dans la même ville le 21 septembre 1964, est un enseignant et recteur d'université vaudois.

## Biographie
Frank Olivier, fils de Charles-François Olivier et de sa femme Julie née de Speyr, est le petit-fils du romancier Urbain Olivier et petit frère du médecin et historien Eugène Olivier. D'abord élève du collège Galliard (1880-1886), il obtient son baccalauréat latin-grec au gymnase cantonal en 1888. Il poursuit des études de philologie classique et de philosophie en Allemagne qui le conduisent au doctorat (Berlin, 1895). Il étudie encore à Paris (1895-1896) et à Londres (1896).
De retour dans le canton de Vaud, il enseigne le français et le latin au collège d'Yverdon-les-Bains (1896-1898), puis le latin et l'allemand au gymnase de Lausanne (1898-1912). Il est nommé professeur extraordinaire (1912-1917) à l'Université de Lausanne, puis ordinaire (1917-1939) de langue et littérature latines avant d'accéder au décanat de la faculté des Lettres (1916-1918). Il est élu chancelier de cette même Université en 1918 et occupera cette fonction jusqu'à sa retraite en 1939, excepté durant les trois années de son rectorat (1920-1922).
Spécialiste de la culture antique, Frank Olivier a également collaboré à l'Histoire de l'Église réformée du Pays de Vaud sous le régime bernois d'Henri Vuilleumier et a soutenu les travaux sur l'histoire de la médecine de son frère Eugène Olivier. Il a publié des textes d'Urbain Olivier sur la guerre du Sonderbund de 1847 et la Campagne de Bâle de 1931.
En 1948, il lègue sa riche bibliothèque à la Bibliothèque cantonale et universitaire de Lausanne.

## Sources
1. ↑  Extrait du Registre des naissances et des baptêmes de l'État Civil de Lausanne 1868-1870. ACV, Ed-71-19, p. 212, N°636. « Olivier Frank fils de Charles François Gustave et de Julie de Speyr, sa femme, d'Eysins et de La Sarraz, domiciliés à Lausanne est né à Lausanne le trois décembre mil-huit-cent-soixante-neuf à quatre heures du matin. Inscrit sur la déclaration faite par le père agé d'environ trente-un ans. Le neuf Décembre mil-huit-cent-soixante-neuf. (signé) L. Fabre, pasteur »

- « Franck Olivier », sur la base de données des personnalités vaudoises sur la plateforme « Patrinum » de la Bibliothèque cantonale et universitaire de Lausanne.
- « Franck Olivier » dans le Dictionnaire historique de la Suisse en ligne.
- Dossier ATS/ACV
- Olivier Robert, Francesco Panese, Dictionnaire des professeurs de l'Université de Lausanne dès 1890, Lausanne, 2000, p. 927 photographie F. de Jongh, Lausanne Patrie suisse, (A. B.) 1920, no 710, p. 289-290 portrait in Portraits professoraux, p. 118-119